# 沈玄華
沈玄華（1536年—？），字瑞伯、邃伯，號少河，浙江嘉興府秀水縣民籍，嘉興縣人，明朝政治人物。

## 生平
嘉靖四十年（1561年）辛酉科浙江鄉試第五十五名舉人，嘉靖四十一年（1562年）聯捷壬戌科會試第一百十五名，二甲第二十五名進士。曾任禮部主事，出使朝鮮，朝鮮贈以金絲帳，予以拒絕。歷官尚寶司司丞，萬曆十年（1582年）十一月升尚寶司卿添注，十一年八月升太僕寺少卿，十三年六月升通政司右通政，十四年正月升左通政，二月升南京太常寺卿，十五年十一月升南京大理寺卿。著有《輿地圖志》三十卷、《竹葉軒稿》。

## 家族
曾祖沈玟；祖父沈璧，贈知縣；父沈銓，右長史。嫡母張氏（封孺人）；生母李氏。慈侍下。